# Przemysław Mańkowski
Przemysław Józef Mańkowski – polski chirurg, profesor nauk medycznych, pracownik naukowy Instytutu Pediatrii Wydziału Lekarskiego Uniwersytetu Medycznego im. Karola Marcinkowskiego w Poznaniu.

## Życiorys
W 1983 r. ukończył studia medyczne w Akademii Medycznej im. Karola Marcinkowskiego w Poznaniu, w 1993 r. obronił pracę doktorską pt. Ocena wyników leczenia operacyjnego złamań nadkłykciowych i przezkłykciowych kości ramiennej u dzieci, której promotorem był dr hab. Wacław Zieliński, w 2008 r. habilitował się na podstawie pracy zatytułowanej Ocena przydatności techniki wideochirurgii w onkologii dziecięcej. W 2018 r. uzyskał tytuł profesora nauk medycznych.
Jest profesorem w Instytucie Pediatrii na Wydziale Lekarskim Uniwersytetu Medycznego im. Karola Marcinkowskiego w Poznaniu i członkiem Komitetu Nauk Klinicznych PAN.
Był profesorem nadzwyczajnym i kierownikiem Katedry i Kliniki Chirurgii, Traumatologii i Urologii Dziecięcej I Wydziału Lekarskiego Uniwersytetu Medycznego im. Karola Marcinkowskiego w Poznaniu.